# Xanthofyl
Xanthofyl is naast caroteen de belangrijkste groep van carotenoïden (biologische kleurstoffen). Het is een groep van zuurstofhoudende derivaten van caroteen. 
De xanthofyle kleurstoffen komen zowel bij planten als dieren voor, in tegenstelling tot caroteen, dat alleen bij planten voorkomt.

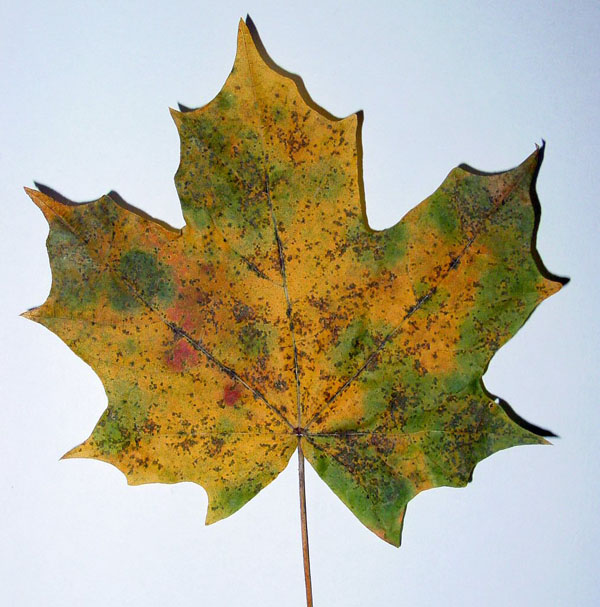
De typische herfstkleuren van bladeren worden veroorzaakt door xanthofyllen

De belangrijkste xanthofylle kleurstoffen zijn:
- Capsanthine (rood), de kleurstof in onder andere chilipeper
- Luteïne (geeloranje), een kleurstof die in chloroplasten voorkomt
- Violaxanthine (geel), een kleurstof in onder andere bladeren en gele vruchten en maïskorrels
- Astaxanthine (roodviolet), de belangrijkste carotenoïde bij zeefauna als zalm en kreeft. De kleurstof komt onder andere voor in algen die door de zalm worden gegeten, waardoor deze rood kleurt
- Zeaxanthine (oranje), een kleurstof die in bladgroente en in de gele vlek (macula) van het oog voorkomt